# 小行星8307
小行星8307（英語：8307 Peltan）是一颗围绕太阳公转的小行星。1995年3月5日，亚娜·季哈在克列特发现了此天体。
这颗小行星的绝对星等为255.20079等。